# Boris Valábik
Boris Valábik (* 14. Februar 1986 in Nitra, Tschechoslowakei) ist ein ehemaliger slowakischer Eishockeyspieler, der im Verlauf seiner aktiven Karriere zwischen 2002 und 2016 unter anderem 80 Spiele für die Atlanta Thrashers in der National Hockey League (NHL) auf der Position des Verteidigers bestritten hat. Darüber hinaus absolvierte Valábik unter anderem weitere 244 Partien in der American Hockey League (AHL), wo er im Jahr 2008 mit den Chicago Wolves den Calder Cup gewann.

## Karriere

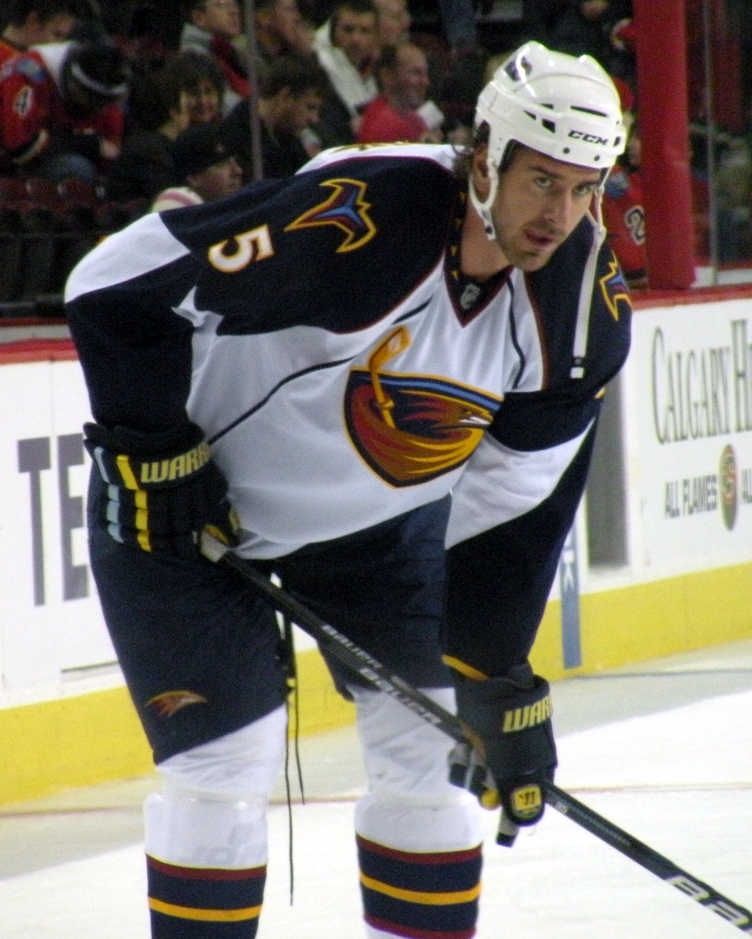
Valábik im Trikot der Atlanta Thrashers

Valábik stammt aus dem Nachwuchs des MHC Nitra, ehe er im Jahr 2003 nach Nordamerika wechselte. Insgesamt drei Jahre lang von 2003 bis 2006 spielte Valábik für die Kitchener Rangers in der Ontario Hockey League (OHL). Die Rangers hatten den Slowaken beim CHL Import Draft 2003 in der ersten Runde an der 48. Position ausgewählt. In dieser Zeit wurde er sowohl in das First All-Rookie Team der OHL als auch das All-Rookie Team der gesamten Canadian Hockey League (CHL) berufen. Während des NHL Entry Draft 2004 wurde der robuste Verteidiger als insgesamt zehnter Spieler von den Atlanta Thrashers aus der National Hockey League (NHL) gedraftet.
Im Sommer 2006 spielte Valábik erstmals im professionellen Eishockey, nachdem er in den Kader von Atlantas Farmteam aus der American Hockey League (AHL), den Chicago Wolves, aufgenommen worden war. In der Saison 2007/08 gab er sein Debüt in der NHL für Atlanta. Insgesamt kam er in seiner Premierensaison auf sieben Einsätze für die Thrashers und gewann mit den Wolves den Calder Cup der AHL. Im Februar 2011 gaben ihn die Thrashers in einem Transfergeschäft gemeinsam mit Rich Peverley im Tausch für Blake Wheeler und Mark Stuart an die Boston Bruins ab, die ihn bis zum Saisonende im Farmteam bei den Providence Bruins einsetzten. Da sie seinen auslaufenden Vertrag nicht verlängerten, unterzeichnete Valábik im Juli 2011 für ein Jahr einen Zweiwegevertrag bei den Pittsburgh Penguins. Dort spielte er nach einer überstandenen Knieverletzung zunächst für deren Kooperationspartner, die Wilkes-Barre/Scranton Penguins, in der AHL. Dort erlitt er allerdings schon nach drei Einsätzen eine Handverletzung, die seine Saison beendete.
In der folgenden Spielzeit unterzeichnete der Slowake während des NHL-Lockouts zunächst einen Vertrag mit dem HC Kometa Brno aus der tschechischen Extraliga, bevor er im Januar 2013 nach Nordamerika zurückkehrte und bei den Portland Pirates aus der AHL unterschrieb. Nachdem er dort die Spielzeit 2012/13 verbracht hatte, kehrte der Slowake erneut nach Europa zurück. Zunächst verbrachte er ein Spieljahr in seinem Heimatland beim ŠHK 37 Piešťany, ehe er nach Kasachstan wechselt. Dort bestritt er die Saison 2014/15 beim HK Arystan Temirtau und HK Arlan Kökschetau. Anschließend zog es Valábik nach England, wo er für die Coventry Blaze in der britischen Elite Ice Hockey League (EIHL) aufs Eis ging. Seine letzte Profispielzeit absolvierte er in der Saison 2016/17 beim österreichischen Klub EHC Lustenau in der Alps Hockey League (AlpsHL). Nachdem er die Lustenauer im Dezember 2016 bereits wieder verlassen hatte, beendete der 30-Jährige seine aktive Karriere.

### International
Für die Slowakei nahm Valábik an den U18-Junioren-Weltmeisterschaften 2003 im russischen Jaroslawl und 2004 in der belarussischen Landeshauptstadt Minsk teil. Zudem stand er im Kader des Slowakei während der U20-Junioren-Weltmeisterschaften 2005 in den Vereinigten Staaten und 2006 in der kanadischen Provinz British Columbia. Bei der U18-WM im Jahr 2003 konnte er dabei mit der Mannschaft die Silbermedaille gewinnen. Sein einziges großes internationales Turnier im Seniorenbereich absolvierte der Abwehrspieler mit der Weltmeisterschaft 2009 in der Schweiz. Zudem gehörte er zum slowakischen Aufgebot beim Deutschland Cup 2012.

## Erfolge und Auszeichnungen
- 2004 Teilnahme am CHL Top Prospects Game
- 2004 OHL First All-Rookie Team
- 2004 CHL All-Rookie Team
- 2008 Calder-Cup-Gewinn mit den Chicago Wolves

### International
- 2003 Silbermedaille bei der U18-Junioren-Weltmeisterschaft

## Karrierestatistik

### International
Vertrat die Slowakei bei:
| - U18-Junioren-Weltmeisterschaft 2003 - U18-Junioren-Weltmeisterschaft 2004 - U20-Junioren-Weltmeisterschaft 2005 | - U20-Junioren-Weltmeisterschaft 2006 - Weltmeisterschaft 2009 |

(Legende zur Spielerstatistik: Sp oder GP = absolvierte Spiele; T oder G = erzielte Tore; V oder A = erzielte Assists; Pkt oder Pts = erzielte Scorerpunkte; SM oder PIM = erhaltene Strafminuten; +/− = Plus/Minus-Bilanz; PP = erzielte Überzahltore; SH = erzielte Unterzahltore; GW = erzielte Siegtore; 1 Play-downs/Relegation; Kursiv: Statistik nicht vollständig)